# Maruta
San Maruta o Maruta de Martirópolis fue un monje que se convirtió en obispo de Maiferkat, en Mesopotamia (Mayyafarakin) entre 399 y 410. Probablemente murió antes de 420. Llevó tantas reliquias a su sede episcopal que esta recibió el sobrenombre de Martirópolis.
Por los intereses de la iglesia persa, sufrió las persecuciones del rey Sapor II de Persia. Intentó buscar el amparo del emperador Arcadio pero éste estaba ocupado en el exilio de San Juan Crisóstomo, amigo de Maruta. Posteriormente fue enviado por el emperador Teodosio II a la corte de Persia, donde se ganó el aprecio de Yezdegard I de Persia. De esta manera, consiguió instaurar la paz entre los dos imperios. 
Estuvo presente en el Primer Concilio de Constantinopla en 381 y en el Concilio de Antioquía en 383 (o 390), donde Mesaliano fue condenado. Se caracterizó por ser un gran dirigente y fue uno de los primeros en dotar a la Iglesia de una estructura. La ciudad de su episcopado, Meiafarakin, recibió las reliquias de los mártires de Persia, por lo que fue rebautizada como Martirópolis.
También han llegado hasta nosotros sus escritos. Algunas de ellos son las Actas de los mártires de Persia (estas actas recuerdan a las víctimas de Shapur II; se conservan muchas partes aunque lo más probable es que lo escribiera alguien que no era él) 
- Historia del Concilio de Nicea
- Actas del Concilio de Seleucia-Ctesiphon y algunos himnos de la Sagrada Eucaristía.